# Achille Germain
Achille Germain (* 5. Mai 1884 in Beaupréau; † 12. April 1938 in La Flèche) war ein französischer Radrennfahrer.

## Sportliche Laufbahn
Germain war im Straßenradsport und im Bahnradsport aktiv. Als Amateur startete er 1900 bei den Olympischen Sommerspielen in Paris. Im Punktefahren kam er auf den 9. Platz.
Von 1901 bis 1914 war er Unabhängiger und Berufsfahrer. 1909 wurde er Zweiter im Etappenrennen Circuit de la Loire und gewann eine Etappe.
In der Tour de France 1908 kam er auf den 16. Rang. 1914 wurde er Dritter der nationalen Meisterschaft im Steherrennen. Er bestritt einige Sechstagerennen.